# Elsa Darciel
Elsa Darciel (de son vrai nom Elza Dewette) est une danseuse, chorégraphe et pédagogue belge née à Mont-Saint-Amand près de Gand le 12 avril 1903 et morte à Hofstade le 8 février 1998.
Petite-fille du compositeur belge Edouard Blaes, Elsa Darciel suit les cours de piano de Miss Barber, élève de Brahms. Après des études à la Kensington Highschool de Londres, où elle découvre les Ballets russes de Serge de Diaghilev et les théories d'Émile Jaques-Dalcroze, elle rencontre Isadora Duncan et Kurt Jooss qui l'initie à la « Bewegungslehre (de) » de Rudolf Laban.
En 1930, elle ouvre une école de danse à Bruxelles, dans laquelle elle allie les principes pédagogiques acquis au cours de sa formation. Pour ses élèves, elle crée une série de ballets expressionnistes, placés sous le signe de l'eurythmie, souvent inspirés des thèmes et légendes de Flandre, tels que Tijl Uilenspiegel et Halewijn. Dès 1933, elle enseigne dans plusieurs institutions flamandes ainsi qu'au Conservatoire royal de Bruxelles et à l'Académie de musique de Malines.
Flamande convaincue et militante, elle prend position en faveur de la flamandisation de l'Université de Gand et publie, en 1941, une brochure intitulée Naar een vlaamsche danskunst (Vers un art de la danse flamand).